# 6itch
6itch è un singolo del rapper e produttore italiano Thasup, pubblicato il 5 ottobre 2017.

## Descrizione
Si tratta della prima pubblicazione dell'artista in veste di rapper, il quale ha spiegato di averla scritta come sfogo (senza curare appieno il missaggio) e di averla immediatamente pubblicata su YouTube, notando un responso positivo da parte del pubblico.
Nel 2019 il brano è stato remixato in una nuova versione caratterizzata dalla partecipazione vocale di Nitro e inclusa nell'album di debutto 23 6451; tale versione ha debuttato in sedicesima posizione nella Top Singoli. Nel 2023, in seguito al tradimento della ex-fidanzata dell'artista mentre quest'ultimo era in ospedale per delle cure, è stato pubblicato un seguito del brano esclusivamente su YouTube, stavolta prodotto da Kasim Rizvi e Ninetyniiine.

## Tracce
1. 6itch – 1:23